# 法学ディプローム
法学ディプローム（ほうがくディプローム、独:Diplom-Jurist）は、ドイツの大学において授与される修士レベルの法学学位の1つ。 

## 背景
歴史的にドイツの法学部では全課程の修了によってもいかなる学位も授与されず、かわりに各州司法省が実施する第一次法学国家試験の受験資格が与えられてきた。
しかしながら近年では第一次国家試験の合格者に対し、本学位を授与する大学が現れた。これが合格者が他分野における修士号取得者と同等であることを明確にするためである。

## 職業上の役割
本学位はそれ自体では法曹資格たりえない。ドイツの法曹養成制度においては、第一次国家試験合格後、2年の実務修習と第二次法学国家試験の合格を経て法曹資格が授与される。
しかし、本学位の所持者は企業の法務部員などの法曹資格を要しない法律関係職に就くことは可能である。